# Yannick Ferreira Carrasco
Yannick Ferreira Carrasco (Ixelles, 4. rujna 1993.) je belgijski nogometaš koji trenutačno igra za Al-Shabab i belgijsku nogometnu reprezentaciju. Carrasco igra kao krilo. Profesionalnu karijerua je započeo u Monacu, gdje je zabio 20 golova u 105 službenih utakmica. U prvoj sezoni s Monacom je osvojio Ligue 2, a drugu sezonu je završio na drugom mjestu Ligue 1 ljestvice. U srpnju 2015. godine je prešao u španjolski Atlético Madrid za 20 milijuna eura, gdje je potpisao petogodišnji ugovor. Svoj prvi gol je zabio u 2:0 pobjedi protiv Real Sociedada u listopadu te iste godine. U završnici Lige prvaka 2015./16. je ušao kao zamjena u 46. minuti. Tridesetak minuta kasnije je zabio protiv Real Madrida. Carrasco je bio prvi Belgijanac koji je zabio pogodak u završnici europskog natjecanja. U veljači 2018. godine je zajednom sa svojim suigračem Nicolás Gaitánom prešao u kineski Dalian Yifang. Mjesec dana kasnije je debitirao i zabio svoj prvi pogodak.
Kao dijete portugalskog oca i španjolske majke, Carrasco je imao mogućnost nastupati za Portugal ili Španjolsku. Za belgijsku nogometnu reprezentaciju je debitirao 28. ožujka 2015. godine u kvalifikacijskoj utakmici protiv Cipra. Belgijski nogometni izbornik objavio je u svibnju 2016. popis za nastup na Europskom prvenstvu u Francuskoj, na kojem je se nalazio Carrasco.